# Mohamed El-Saharty
Mohamed El-Saharty, auch Mohamed Sherif Elsaharty, (* 26. Juli 1990 in Gizeh) ist ein ägyptischer Turner.
Er ist seit 2009 in der ägyptischen Nationalmannschaft und nahm an den Olympischen Sommerspielen in London teil. Bei den Afrikaspielen 2015 in Brazzaville / Republik Kongo gewann er zwei Gold-, drei Silber- und eine Bronzemedaille.
El-Shaharty nahm an den Turn-Weltmeisterschaften in Glasgow (2015), Nanning (2014), Tokio (2011), Rotterdam (2010) und London (2009) teil. 

## Medaillen bei den Afrikaspielen 2015  in Brazzaville
| Disziplin            | Medaille |
| -------------------- | -------- |
| Reck                 | Silber   |
| Barren               | Gold     |
| Pauschenpferd        | Silber   |
| Ringe                | Bronze   |
| Einzel Mehrkampf     | Gold     |
| Mannschaft Mehrkampf | Silber   |